# Eacles masoni
Espèce
Eacles masoni est une espèce de lépidoptère appartenant à la famille des Saturniidae.

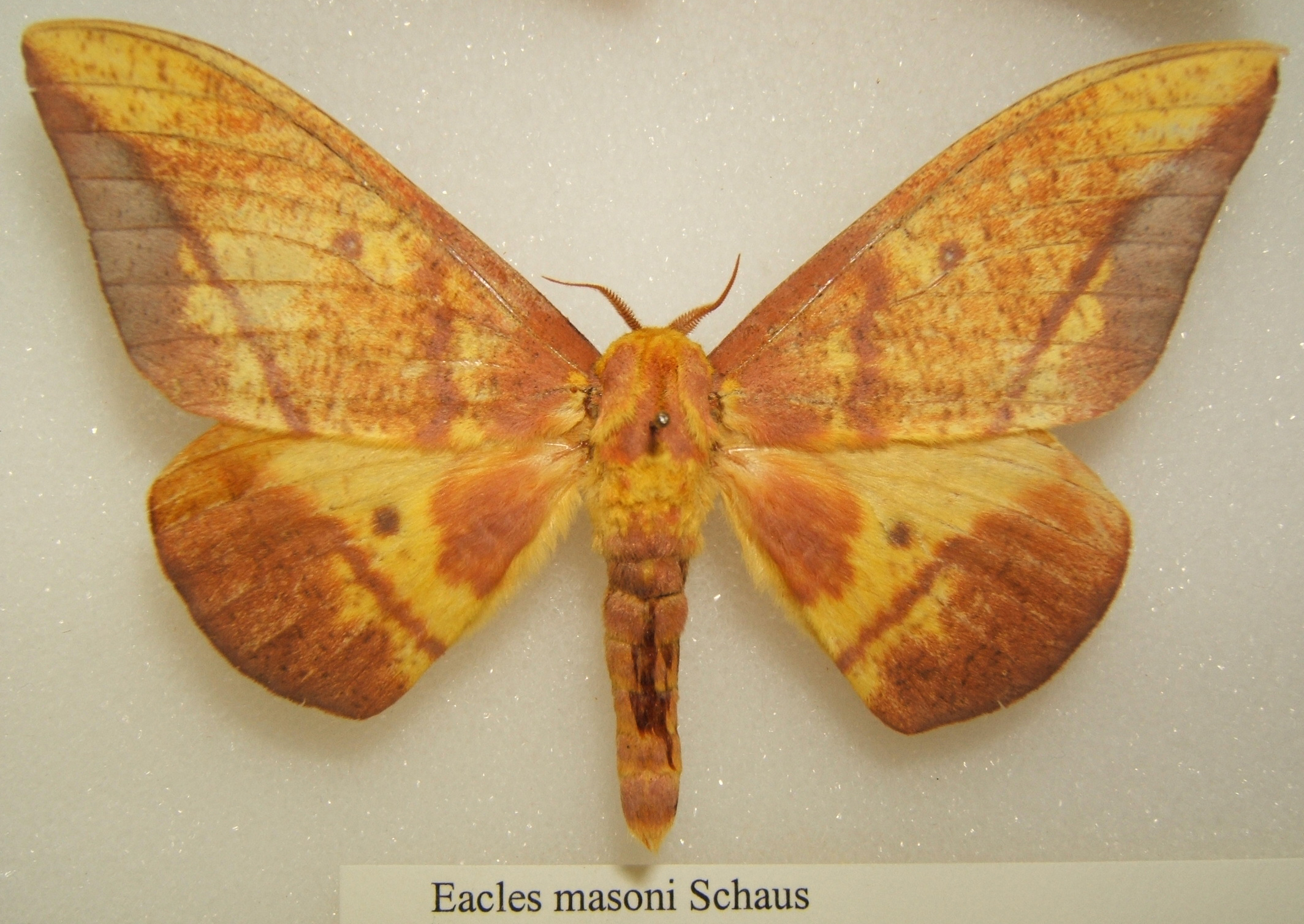
Eacles masoni mâle

## Première publication
- W. Schaus, New species of Heterocera, Journal of the New York Entomological Society juin 1896, p. 153 [PDF] texte complet